# 한글문화연대
한글문화연대는 한국어와 한글, 한글문화를 지키고 가꾸고자 만들어진 시민단체이다. 김영명이 2000년 2월 당시에 설립하였으며, 2012년 9월 당시부터 작가 이건범 등이 상임대표 직으로, 고경희, 김영명, 석금호, 정재환 등이 공동대표 직으로 있다.

## 역사
1999년
- 12월 17일 : 창립준비위원회 구성(1차 준비 모임)

2000년
- 1월 8일 : 2차 준비 모임
- 2월 22일 : 한글문화연대 창립(연세대학교 알렌관 1층 제1회의실)
- 3월 11일 : 첫 운영위원회
- 3월 16일 : 첫 공식 활동(우리말 병원으로 들어온 신고를 공문으로 발송)
- 10월 8일 : 554돌 한글날 기념 "으뜸 한글 온 누리에" 행사
- 10월 9일 : 한글날 국경일 제정 촉구 성명

2001년
- 2월 10일 : 첫 정기총회(아리수미디어 회의실)
- 3월 6일 : 문화관광부 국어정책과로부터 비영리 민간단체(NGO) 등록인증
- 5월 25일 : 제1회 한글문화강연회-방송과 우리말(성균관대학교)
- 8월 21일 : 여름토론회-세계화시대 한국의 정체성(세종문화회관 컨퍼런스 홀)
- 10월 12일: 한글, 황금종을 울려라! 진행(한국방송 제2텔레비전 방송)
- 11월 20일 : 제2회 한글문화강연회-황현정과 함께하는 한+

2002년
- 2월 22일 : 정기총회(서울 정동 프란치스코회관 2층 대회의실)
- 4월 12일 : "전국 한자교육 추진 총연합회의 주장에 반대하는 한글문화연대의 성명" 발표
- 5월 10일 : '우리 말글 지킴이'로 뽑힘(한글학회)
- 7월 13일 : 특별 강연-아름다운 인생을 위하여(고도원)
- 7월 19일 : 경제특구에서 영어를 공용화 한다는 정부 방침에 대한 반박 성명 발표
- 8월 14일 : '한글날이 국경일이기를 바라는 33인의 모임' 발족(서울 안국동 느티나무 카페)
- 9월 7일 : 여름토론회-국어가 경쟁력이다(한글회관 5층 강당)

2003년
- 2월 22일 : 정기총회(서울 삼청동 한국출판문화협회 건물 강당)
- 6월 18일 ~ 8월 20일 : 직장인을 위한 맞춤법 교실(한글회관 5층 강당)
- 8월 23일 : 한글문화토론회-남북한의 외래어 수용태도와 통일방안(한국언론재단 건물 19층)
- 10월 4일 ~ 12일 : 557돌 한글날 행사 우리 말글 책잔치(교보문고)
- 10월 26일 : 제1회 정재환과 함께 하는 한글문화기행-세종대왕의 얼을 찾아서
- 11월 12일 : 법률한글화특별조치법 통과 촉구

2004년
- 2월 18일 ~ 20일 : 겨울문화강좌(서울 명륜동 성균관대학교 종합강의동)
- 2월 21일 : 정기총회(서울 강남 교보문고 대강당)
- 3월 : '올바른 옥외광고 표기방법 알리기 및 관련 시민의식 고취 운동 사업'이 행정자치부의 민간단체 공익활동 지원 사업에 선정
- 4월 : 우리말감시단 활동 시작
- 4월 14일 ~ 5월 12일 : 직장인을 위한 맞춤법 교실(한글회관 강당)
- 4월 27일 : 한글 아리아리 첫 발행(한글문화연대 누리소식지)
- 5월 15일 : '우리 말글 사랑, 왜, 어떻게 하나?' 발행
- 6월 18일 : 한글과 컴퓨터 '한컴오피스 2004' 300개 기증
- 6월 30일 : 국회의원 한글 보람(배지) 전달식(국회 의원회관 노회찬 의원 사무실)
- 8월 26일 : 한글문화토론회-외래 전문 용어, 우리의 대안은 무엇인가?(서울 광화문 세종문화회관 컨퍼런스 홀)
- 9월 22일 : '서울시 버스도안 헌법소원 심판 청구서' 제출
- 10월 2일 ~ 15일 : 제2회 우리 말글 책잔치(교보문고 강남점, 광화문점)
- 10월 19일 ~ 11월 19일 : 직장인을 위한 맞춤법 교실(한글회관 강당)
- 10월 28일 : 서울시 시내버스 로마자 도안 없애기로 결정

2005년
- 2월 18일 : 정기총회(서울 세종문화회관 컨퍼런스 홀)
- 5월 9일 : '한글을 활용한 실용적 디자인 개발, 보급을 통한 한글문화 발전'이 행정자치부의 민간단체 공익활동지원 사업에 선정
- 6월 30일 : 여름토론회-우리 안의 영어 문제, 어떻게 할 것인가?(세종문화회관 컨퍼런스 홀)
- 7월 : 서울시교육청 특수분야 연수기관 선정
- 7월 ~ 9월 : 한글무늬 100종 개발
- 9월 : 독립적인 연대 사무실 마련(서울 여의도)
- 10월 ~ : 한글무늬 보급
- 10월 9일 : 559돌 한글날 행사-2005 으뜸한글 온누리에
- 10월 23일 : 한글문화기행
- 11월 8일 : 한글날 국경일 제정에 대한 독자 성명 발표
- 11월 20일 : 국경일에 관한 법률 개정안 통과
- 12월 9일 : '국회대중문화&미디어대상 문화지킴이' 부문 수상

2006년
- 1월 16일 ~ 20일 : 초등교원 대상 한글 맞춤법 교실(한글회관 5층 강당)
- 2월 21일 : 정기총회(서울 대방동 서울여성플라자 건물 시청각실)
- 3월 6일 : 정보통신부와 정보통신윤리위원회가 한글문화연대 누리집을 청소년 권장 사이트로 선정
- 3월 31일 : 국회의원 62명에게 초등학교 영어교육 확대 및 영어몰입교육 정책과 같이 국어를 억압하는 정책 중단 요구
- 6월 11일 : 정재환과 함께하는 한글문화기행
- 7월 13일 : 이광연 대외협력 위원이 한글학회 '우리 말글 지킴이'로 선정
- 9월 8일 : 제7회 한글문화토론회-영어 몰입 교육: 영어 교육 혁신인가? 국어 억압인가?(언론재단회관 19층 기자회견실)
- 10월 9일 : 한글옷 나눔마당(세종문화회관 앞)
- 10월 9일 : 세중문화상 '사회봉사부문' 수상
- 10월 11일 : 제8회 한글문화토론회-언론의 외래어 남용 실태와 대책(서울 정동 프란치스코 교육회관)
- 10월 14일 : 한글옷 나눔마당(광화문 교보문고 앞)
- 11월 19일 : 정재환과 함께하는 한글문화기행
- 12월 19일 : 우리말 사랑꾼, 해침꾼을 선정해 발표

2007년
- 1월 8일 ~ 19일 : 초등교원 대상 맞춤법교실(서울여성플라자)
- 2월 22일 : 정기총회(서울 대방동 여성플라자 4층 시청각실)
- 3월 17일 : 임시총회(여의도 한글문화연대 사무실) / 고경희 전 부대표를 새 대표로 승인
- 3월 26일 '노원구청은 옥외광고물 영어 병기 의무화 조치를 당장 취소하라'는 성명서 발표
- 6월 12일 : 연대 사무실 이전(여의도 -> 마포)
- 6월 17일 : 다섯 번째 정재환과 함께 하는 한글문화기행
- 8월 6일 ~ 10일 : 초등교원 대상 맞춤법 교실(서울치의학교육원 강의실)
- 9월 19일 : 제9회 한글문화토론회-국어교육의 현황과 강화 방안
- 9월 22일 : 주민센터 반대 거리 서명운동(~20078년 6월까지 총 10달 50여 회)
- 10월 5일 : 결혼 이주자 한글무늬 옷 전달식(옥천 한국어학당)
- 10월 6일 : 한글옷이 날개 패션쇼(인사동 쌈지길 건물 마당)
- 11월 2일 : 제10회 한글문화토론회-바람직한 외래어 정책 수립을 위한 학술토론회(한국정책방송 건물 강당)
- 12월 7일 : 동주민센터 이름에 대한 여론조사(우리말로 58.7%, 센터 찬성 37.6%)
- 12월 27일 : 2007년 올해의 우리말 사랑꾼 / 해침꾼 알림
- 12월 31일 : 김영명 전 대표 문화관광부 표창

2008년
- 1월 7일 ~ 11일 : 초등교원 대상 한글맞춤법 교실(서울 치의학교육원)
- 1월 30일 : 정부의 영어숭배정책 페기를 촉구하는 공동기자회견
- 2월 23일 : 정기총회(중부 여성발전센터)
- 5월 24일 : 임시총회(안건: 사단법인 설립)
- 7월 : 문화체육관광부로부터 사단법인 설립허가
- 7월 2일 : 동주민센터 이름 반대 일인시위 시작
- 7월 23일 : 영어수업 확대추진 중단 촉구 공동 기자회견
- 8월 8일 ~ 12일 : 한글 맞춤법과 우리 말글 바르게 쓰기(서울패션센터 교육실)
- 9월 4일 : 사단법인 설립등기
- 10월 1일 : 한글문화관 건립 추진을 위한 토론회(국립민속박물관 강당)
- 10월 1일 ~ 9일 : 한글날 여보시오 전
- 10월 5일 : 제2회 한글옷이 날개 맵시자랑(인사동 쌈지길)
- 10월 8일 : 국어발전을 위한 법제도 개선의 방향 학술대회
- 10월 9일 : 한글옷 나눔마당
- 11월 10일 : 교육과학기술부의 초등영어수업확대 추진 중단 촉구 기자회견
- 12월 26일 : 올해의 우리말 사랑꾼 / 해침꾼 선정

2009년
- 1월 12일 : 한글날 공휴일 지정을 요청
- 1월 13일 : 초등학교 한자교육 움직임에 반대의 뜻을 밝힘(18개 한글 단체와 함께 성명서 발표)
- 2월 22일 : 정기총회(서교동 불고기 브라더스)
- 3월 16일 ~ 4월 3일 : 우리말 화장품 이름 공모전
- 6월 5일 : 옥외광고물 등 관리법 개정안에 대한 한글단체 간담회 개최
- 8월 3일 ~ 7일 : 한글 맞춤법과 우리 말글 바르게 쓰기 교실 운영
- 9월 14일 : 대전시 유성구의 테크노동 행정동명에 항의 성명 발표
- 9월 25일 : 보건복지가족부의 홈리스 법률용어 도입에 반대하는 의견서 제출
- 10월 5일 ; 우리 말글이 아파요 전시회
- 10월 9일 : 한글 경조사 봉투 보급
- 10월 20일 : 네이버 해피빈(온라인 기부제도) 모금함 개설
- 11월 4일 : 세종대왕 동상 앞에 설치된 영어 조형물 반대 일인시위
- 11월 23일 ; 광화문 광장 주변을 한글 우선 사용지역으로 선포
- 11월 20일 ~ 12월 17일 : 제1회 바른말 고운말 표어 공모전 펼침
- 12월 28일 : 올해의 우리말 사랑꾼 / 해침꾼 뽑음

2010년
- 1월 15일 : 1회 바른말 고운말 표어 공모전 딱지 붙이기 행사
- 2월 8일 : 초등학교 한자 교육 방침에 따른 교육과학기술부 항의방문
- 2월 22일 : 한글문화연대 10주년 기념식과 후원의 밤, 정기총회, 한글문화연대 10년사 책자 발간
- 3월 17일 : 대구 공무원 교육원 강의
- 3월 23일 : 외솔 최현배 기념관 개관식 참가
- 3월 25일 : 초등학교 한자 교육 반대 토론회와 기자회견
- 4월 6일 : 지방자치단체 구호 조사- 두 번째
- 4월 20일 : 테크노동 반대 유성구청장과 의회 항의 방문
- 5월 27일 : 6.2지방선거 후보자 한글 발전 정책에 관한 질의
- 7월 13일 : 광화문 한자 현판에 대한 문화재청 항의 방문
- 7월 22일 : 대전시 유성구 테크노동에서 관평동으로 환원
- 8월 2일 ~ 6일 : 2010 한글 맞춤법과 우리 말글 바르게 쓰기 교실
- 8월 15일 : 광화문 한자 현판 반대 기자회견
- 9월 25일 : 초등학교 한자 교육의 문제점과 대안 찾기 토론회
- 10월 2일 : 제2회 바른말 고운말 표어 공모전 마침
- 10월 9일 : 한글옷이 날개 세 번째
- 12월 28일 : 올해의 우리말 사랑꾼, 해침꾼 선정

2011년
- 2월 22일 : 정기총회(종로구 한국건강연대 대강당)
- 8월 1일 ~ 5일 : 한글 맞춤법과 우리말글 바르게 쓰기 교사연수(서울치의학교육원 세미나3 실)
- 6월 30일 ~ 8월 20일 : 새말 찾기 공모전
- 9월 10일 : 새말 찾기 공모전 수상작 발표(으뜸: 흥사위 / 버금 : 밀당, 그린네 / 보람 : 오르내리미, 팔랑귀, 내리비치)
- 10월 6일 : 한글날 공휴일 제정 촉구 공동기자회견
- 10월 9일 : 제4회 한글옷이 날개(세종문화회관 앞)
- 10월 28일 : 한글문화연대 공동대표 김영명, 제33회 ‘외솔상' 실천분야 수상
- 11월 10일 ~ 12월 9일 : 제3회 바른말고운말 표어 공모전
- 11월 23일 : [서울시 공공언어 바르게 쓰기] 업무협약
- 12월 21일 : 제15회 한글문화토론회-한국인의 언어생활 실태(가톨릭 청년회관 3층)
- 12월 23일 : 제3회 바른 말 고운 말 표어 공모전 수상작 발표
- 12월 27일 : 올해의 우리말 사랑꾼, 해침꾼 선정

2012년
- 2월 22일 : 정기총회(서울 중부여성발전센터 2층 강당)
- 2월 22일 : 『신구세대 소통사전』 발간
- 3월 7일 : [한글날 공휴일 추진 범국민연합] 준비 모임
- 3월 28일 : 한글날 공휴일 추진 범국민연합(약칭: 한글날 연합) 출범
- 4월 3일 : 한글날에 대한 4.11 국회의원 총선거 여야 후보자 의견조사 결과 발표
- 5월 14일 : 제16회 한글문화토론회-한글문화 가치 확산을 통한 한글의 세계화 전략(한국언론진흥재단 기자회견장)
- 5월 24일 : 서울시에 '쿨비즈'운동 이름 항의 공문 발송
- 6월 22일 ~ 25일 : "쿨비즈"를 갈음할 우리말을 찾아 주세요 시민 투표
- 7월 9일 ~ 9월 7일 : 4회 바른 말 고운 말 쉬운 말 표어 공모전
- 7월 25일 : 제17회 한글문화토론회-다문화 담론과 바람직한 외국인 정책(한국언론진흥재단 기자회견장)
- 8월 15일 : 67돌 광복절 기념식 및 특별 초청 강연(백기완 / 서울시청 별관 후생동 강당)
- 9월 4일 : 이건범 상임대표 임기 시작
- 9월 4일 : 서울시 공공언어 시민돌봄이 한마당(서울시청 서소문관 별관 13층 대회의실)[깨진 링크(과거 내용 찾기)]
- 9월 18일 : 행정안전부에 한글날 공휴일 지정 청원서 전달
- 9월 28일 : 제4회 바른 말 고운 말 쉬운 말 표어공모전 수상작 발표(으뜸: 어려운 말 절레절레 쉬운 말 끄덕끄덕)
- 10월 5일 ~ 10일 : 한글옷이 날개 사진전(광화문 7번출구~세종문화회관)
- 10월 6일 : 다섯 번째 한글옷이 날개(세종문화회관 특설무대)
- 10월 7일 : 우리말 가꿈이(한글을 사랑하는 대학생 연합 동아리) 3기 번개춤사위(플래시몹)(청계 광장, 광화문 광장)
- 10월 8일 : 행정 각부 보도자료 국어기본법 위반 사례 분석 발표와 기자회견(세종로 정부중앙청사 뒷문)

## 주요 활동
한글에 대해 연구하고 외래어에 잠식되어 입지가 좁아지는 한국어를 지키고 가꾸어 나가기 위해 여러 분야의 전문가들이 모여, 학술, 방송, 언론, 출판 등 각 분야를 대상으로 한 계몽 활동을 펼치고 있다.
- 한글날 공휴일 추진
- 쉬운 말 쓰기 운동
- 한글맞춤법 교실 운영
- 올해의 아름다운 방송언어상 시상
- 문화답사, 전시, 한글무늬 옷 제작·배포 등의 문화 행사 개최
- 각종 서명 운동, 초등학교 영어 교육 반대 운동 등 한글·한국어 관련 사회 운동 실시[3]
- '올해의 우리말 사랑꾼·해침꾼' 선정
- 우리말글 토론회

## 우리말 사랑꾼·해침꾼
한글문화연대는 2006년부터 해마다 '올해의 우리말 사랑꾼·해침꾼'을 선정하여 발표하고 있다.

### 우리말 사랑꾼
2006년
- 최인호 (한겨레말글연구소장) : 한겨레 말글소장으로서 '말글찻집'이란 연재를 통해 우리말의 올바른 쓰임을 알림
- 서울 강서구청 : 각종 외국어로 난무한 간판을 우리말로 지어주는 작업
- 법제처 : 법학을 공부한 사람들조차 고개를 갸웃거리게 할 만큼 어렵고 낯선 법률용어들을 쉬운 말로 바꾸는 작업을 추진
- KBS 우리말 겨루기 : 자칫 딱딱한 소재일 수 있는 우리말과 사투리를 재미있는 프로그램을 통해 시청자의 관심을 끌어 우리말 사랑을 알림
- MBC 말 달리자 : 자칫 딱딱한 소재일 수 있는 우리말과 사투리를 재미있는 프로그램을 통해 시청자의 관심을 끌어 우리말 사랑을 알림

2007년
- 문근영 : 호주한글교실 성금기탁, 외국에서의 한글교육중요성 강조
- 이상봉 (디자이너) : 한글 무늬를 이용한 옷, 침구류 발표
- 이준구 (서울대 교수) : 전공을 불문하고 확대 실시되고 있는 대학 내 영어 강의의 문제점 지적
- 박거용 (상명대 교수) : 교육과 일상에서의 영어 광풍에 대해 비판
- 교보생명 : 광화문점 전면에 대형 한글 간판으로 아름다운 우리 문학 소개

2008년
- 이대로 (우리말 살리는 겨레모임 공동대표) : 한글운동가, 중국 절강성 월수외국어대학교에서 한국어 강의
- 대한항공 : 프랑스 루브르박물관에 한국어 안내 제공, 대영박물관과 에르미타쥬박물관 에도 한국어 안내 제공 추진
- (사)제주 올레 : 제주어 ‘올레’를 비롯하여 운영 및 활동에 우리말 이름을 붙임

2009년
- 충청북도 : 어려운 행정용어를 알기 쉬운 한글로 순화하여 사용. 내년부터 국어능력 인증 자격 직원에게 인사나 승진 시 점수를 더 주기로 함. 우리말 사랑 지방자치단체의 본보기
- 박선영 (자유선진당 의원) : 한글날 공휴일 추진 입법발의
- 이기남 (훈민정음학회 이사장) : 한글을 인도네시아 찌아찌아족에게 수출
- 한글과컴퓨터 : 한자어와 잘못된 외국어를 쉽게 풀어서 사용
- 김어진 (조선일보 기자) : 조선닷컴에 10회에 걸쳐 [외국어에 중독된 한국]이라는 연재기획기사를 씀

2010년
- 우정사업본부: 새해 엽서에 '근하신년'과 같은 한자말을 없애고 정겨운 우리말 사용.
- 박준영 (전남도지사): 행정용어를 순화하여 알기 쉬운 우리말로 도민과의 소통에 힘씀.
- 조장희 (서울 신일중학교 교사): 전교생을 이끌고 한글 관련 역사터를 견학시켜 우리말 산교육 실천.

2011년
- 목원대학교 사범대학 국어교육과: 2004년부터 해마다 한글날 무렵에 한글사랑 사진전시회를 열고, 표언복 교수가 개인적으로 광고물, 표지문, 출판물 등을 대상으로 순화운동을 펼치는 등 해마다 거르지 않고 한글사랑 운동을 추진.
- 최민호 (전 행정중심복합도시건설청장): 세종시의 주요 시설 명칭을 순우리말로 제정하는 데 힘씀.
- 스타벅스 인사점, 경복궁역점, 광화문점, 안국역점: '스타벅스'라고 한글간판을 걸고 매장을 국내 전통 문화 요소를 접목하여 꾸밈.
- 뿌리깊은 나무 제작진: 잘 알려지지 않은 한글 창제 배경과 세종의 백성사랑을 재해석하게 하고 한글의 과학적 원리와 우수함을 전달하였음.

2012년
- 가수 싸이 : 우리 민족 역사상 제일 짧은 기간에 제일 많은 사람이 우리말을 접하고 따라하게 하고, 우리말로 부르는 노래를 통해 한류의 본질이 우리말과 한글이라는 것을 널리 알리고 국민의 자부심을 드높임.
- 박원순 서울특별시장 : ‘쿨비즈’를 ‘시원차림’으로, ‘스크린도어’를 ‘안전문’으로 바꾸고, 어려운 행정용어를 쉬운 말로 바꾸는 등 서울시가 우리말을 지키고 발전시키는 노력을 지속적이고 체계적으로 할 수 있도록 행정을 이끔.
- 세종대학교 : 우리나라 대학 가운데 처음으로 교양학부에 ‘세종학의 이해’와 ‘한글의 세계화’라는 과목을 개설하여 세종에 대한 통합적 조명과 한글의 우수성·과학성·독창성을 바탕으로 한글 세계화 전략을 세워보게 함.

2013년
- 가수 김장훈 : 올해 한글날에 뉴욕대학교 한인학생회 커즈와 함께 한글을 무늬로 이용한 한글옷을 현지 한국 학생과 외국 학생에게 무료로 배포하여 자랑스러운 한글을 바탕으로 대한민국을 알리는 일에 선뜻 나섬
- 김춘석 여주 시장 : 아름다운 한글 거리 만들기에 앞장섬(109개 한글 간판을 지원하고, 간판에 한글상호를 쓰지 않는 미니스톱을 설득하기 위해 일본 본사까지 다녀옴).
- 종로구청장 김영종 : 아름다운 한글 거리 만들기에 앞장섬(2008년부터 간판개선사업을 해왔고, 올해 60개 업체 간판을 한글로 바꾸도록 설득함).

2014년
- 가수 장기하 : 평소 우리말 사랑에 대한 마음이 컸고 특히 방송 ‘비정상회담’에 출연하여 “평생 우리말 가사만 쓰고 싶다. 모국어로 음악을 만들고 싶다.”는 생각을 밝혀 우리말의 소중함을 널리 알렸음.
- 시인 강준철 : 부산에서 ‘우리말글사랑행동본부’라는 단체를 꾸려 공공언어 감시 활동, 우리말글 사랑 알리기 거리 홍보와 강연 활동을 한 해 동안 꾸준히 펼쳤음.
- 맥주만들기동호회 : 우리나라 맥주 이름은 당연히 우리말로 지어야 한다는 생각으로 작년에 이어 ‘제2회 우리말 맥주 이름 짓기 대회’를 열었음.

2015년
- 법무부장관 김현웅 : '알기 쉬운 민법 개정안'을 제안하며 "법치국가에서의 법률용어와 법률문장은 국민이 쉽고 이해하여 이를 잘 활용하고 따를 수 있도록 해야 하고, ... 특히 민법에 사용되는 용어나 다른 법령 문장의 모범이 되어야 하고, 나아가 국민들의 올바른 언어생활을 위한 본보기가 되어야 함"을 강조함.
- 故 김혜선 전 문화체육관광부 국어정책과장 : 한글날 공휴일 추진하는데 매진. 정부에서 쉬운 말을 사용하여 국민으로서의 권리를 보장하여야 한다는 점을 강조하였으며 언어문화개선 범국민연합을 만들도록 지원하고 공공언어 개선에 노력하였다. 또한 한글박물관 개관 추진하여 성공적으로 마무리함.
- 춘천교육대학교 리의도 교수 : 초등교과서의 한자병기 방침에 맞서 전국 교육대학교 교수들의 반대 성명을 이끌었음.

2016년
- 비정상회담(JTBC 방송) : 외국인들이 우리말을 제대로 사용하기 위해 애쓰는 모습, 세계 곳곳에서 온 외국인이 자신들에게는 어려운 한국어로 한 가지 주제를 놓고 진지하고 재미있게 토론하는 모습을 보여줘 품격 있는 국어를 사용해야 한다는 생각을 불러 일으킴.

- 허민 광운대 교수 : 수학자로서 한자말 수학 용어를 분석하여 많은 용어가 한자가 도움되지 않거나 잘못된 개념으로 이끌 위험이 있다는 사실을 입증하여 문제가 있는 용어들을 토박이말이나 개념에 어울리는 말로 바꿀 것을 제안함.

- 프로 바둑 기사 심종식 6단 : 월간 '바둑' 기자, 편집부장 등을 거치며 평생 바둑 용어 순화에 힘써 일본 지형에 관한 표현이라든지 일본 사무라이 문화의 역사를 표현한 말을 바둑용어로 그대로 쓰는 것을 비판하여 우리말로 순화하려는 노력을 기울였으며 한국기원이 잡지 부서에 바둑 용어 순화를 위한 소기구를 두고 상설 운용했으면 좋겠다고 건의함.

### 우리말 해침꾼
2006년
- 앙드레 김 : 각종 매체를 통해 불필요한 말들로 시청자들의 언어생활까지 해침
- 국정홍보처 : '다이내믹 코리아' 홍보
- KORAIL(한국철도공사) : 억지스러운 영어로 회사이름을 바꾼 공기업
- KOGAS(한국가스공사) : 억지스러운 영어로 회사이름을 바꾼 공기업

2007년
- 무한도전 : 비속어와 은어를 지나치게 사용[4]
- 행정자치부 : 동사무소 이름을 ‘동주민센터’로 변경, 외래어 남용 및 대한민국 정체성 훼손
- 노원구청 : 한글전용간판을 달지 못하게 함
- 농수산물유통공사 : aT 센터로 명칭을 변경
- 지상렬 : 무분별하게 외국어를 오남용해 우리말을 심각하게 파괴

2008년
- 이경숙 (17대 대통령직 인수위원장) : 영어실력을 국가경쟁력과 연결하여 영어몰입교육 강조
- 공정택 (전 서울시교육청 교육감) : 국가경쟁력과 국제화라는 명분을 내세워 영어 몰입식 교육을 하는 국제중학교 설립 추진
- 서울 강남교육청 : 한자어를 읽도록 하여 국어능력을 향상시키겠다는 명분으로 강남구 초중등학교에 한자교육 시행 추진

2009년
- 서울특별시 : 세종대왕 동상 주변 시설물 명칭에 한자어와 영어 남발
- 서울특별시 도시철도공사 : 6호선 수색역의 명칭을 디지털미디어시티역으로 변경.
- 주식회사 KT : Olleh라는 국적불명의 신조어를 만들어 홍보.
- 보건복지가족부 : 노숙인과 부랑인을 통합하여 사용할 법률 용어로 ‘홈리스’ 적극 추진. 매주 수요일 가족의 날을 Family Day로 사용
- 대전광역시 유성구 : 2010년 3월에 새로 여는 행정동 이름을 ‘테크노동’이라 지으려는 계획

2010년
- 조정원 (세계태권도연맹 총재) : 10월 우즈베키스탄에서 열린 세계태권도연맹 총회에서 태권도 공식 언어를 영어만 인정하고 종주국 언어인 한국어를 보조언어로 지위를 낮추는 결정에 앞장서, 한국어의 세계화에 찬물을 끼얹고 우리 문화의 긍지를 내팽개침
- 한국교육과정평가원 : ‘초등학교의 바람직한 한자 교육 연구’라는 매우 의도적인 설문 문항과 객관성이 부족한 보고서를 발표하여, 한자 교육의 사교육화를 부추기고 초등학교에 한자 교육을 전면적으로 시킬 근거를 마련함으로써 한자 교육 부활을 꿈꾸는 시대착오적인 주장
- 강호동 (방송인) : ‘1박2일, 황금어장-무르팍 도사, 강심장’과 같은 청소년이 즐겨 보는 방송에서 ‘럭셔리 버라이어티, 엘레강스, 스펙터클, 시추에이션, 컨그래추레이션, 논픽션’ 등의 불필요한 영어 단어를 남발하여 방송언어 환경을 해침

2011년
- 자유무역협정(FTA): 영어투성이 정책용어로 국민을 혼란스럽게 만듦.
- 여성가족부: 심야에 청소년들의 온라인 게임 사용을 규제하는 법안을 만들면서 '셧다운 제도'라고 이름붙여 부름으로써 영어 말뜻을 모르는 국민에게 불편함과 소외감을 안겨주었음.

2012년
- 22년 만에 한글날이 공휴일로 다시 지정되는 경사를 맞이하여 앞으로 한글 발전을 위해 모두 다 같이 노력하자는 대승적 차원에서 올해의 우리말 해침꾼은 뽑지 않음.

2013년
- 산업통상자원부 : 국민에게 정책 등을 알리는 보도 자료에서 로마자나 한자를 그대로 쓰거나 뜻 모를 외국어 사용을 가장 많이 하여 국민과의 소통을 해침.
- 교육부 : 학교폭력 예방 홈페이지 첫 화면에 ‘Stop Bullying’를 크게 보이게 하고, ‘안전 Dream’ ‘블루존 캠페인’ ‘스쿨로’ ‘Wee센터’ 등의 사업 이름을 사용하여 자라나는 청소년들에게 그릇된 언어 환경을 조성함.
- 케이블 방송 겟잇뷰티 2013 : 국적 불명의 말을 방송에서 거침없이 사용.

2014년
- 교육부 :  ‘2018년 개정 교육과정안’을 발표하며 은근슬쩍 초등학교 한자교육 활성화 및 교과서 한자 병기 방침을 함께 발표했음.
- 다음카카오 : 직원을 부를 때 우리말 이름 대신에 샘·제임스·브라이언 같은 영어 별칭을 부름.
- 세종특별자치시 : 오송역에서 정부종합청사를 오가는 급행 버스 체계를 ‘BRT’로 지칭하여 운영하고 있음.

2015년
- 교육부 학교정책실 : 초등교과서 한자병기 방침을 거론하여 국론을 분열.

2016년
- 한국마사회 : 2014년 서울경마공원을 "렛츠 런 파크(Let's Run Park)-서울"로 바꾸는 등 공공시설에 뜻모를 외국어를 써서 외국어남용을 부채질하였고 2015년 말에는 서울 지하철 4호선(과천선) 경마공원역을 렛츠런파크역으로 바꿔달라고 과천시와 국토교통부에 요구하기도 함.
- 티몬(주식회사 티켓몬스터) : 광고에 등장하는 소비자들이 중얼거리듯 하는 말을 그대로 한글로 적어내 광고 카피를 만듦.(예: '단골이라면서 해주는 것도 없고'라는 말을 '단콜이라명서해주는컷동업콩') 이를 TV광고 뿐만 아니라 지하철, 버스 등에도 사용하여 노출시킴.